# Valanga cheesmanae
Valanga cheesmanae is een rechtvleugelig insect uit de familie veldsprinkhanen (Acrididae). De wetenschappelijke naam van deze soort is voor het eerst geldig gepubliceerd in 1932 door Boris Petrovich Uvarov.